# MaChlast
MaChlast ist ein österreichisches Blasorchester.

## Geschichte
Die Idee zur Gründung der Gruppe hatten die beiden Klarinettisten Matthias Schorn und Michael Gruber im Frühjahr 2003 in Wien-Hietzing. Der Name „MaChlast“ beschreibt den „gesellige[n] Haufen mit Hang zum Exzess“ (tschechisch chlast ‚Trinkgelage‘). Das Kernrepertoire der Kapelle sind selbst komponierte oder arrangierte Stücke.
Die 14-köpfige Besetzung ähnelt durch die einfach besetzten Klarinetten sowie die nachschlagenden Es-Trompeten der einer mährischen Blaskapelle, jedoch sind die Flügelhörner mehrfach besetzt.
MaChlast absolvierte bereits zahlreiche Auftritte in Rundfunk und Fernsehen in Österreich, Italien, Deutschland, den Niederlanden, der Slowakei und der Schweiz sowie auf Festivals, wie dem vom MaChlast-Trompeter Simon Ertl organisierten Woodstock der Blasmusik.
Die Eigenkompositionen bzw. -arrangements werden im eigenen „Noten- und Musikverlag Machmusik“ verlegt.

## Diskografie
- 2005: 0014[5]
- 2008: Selbstbrennt[6]
- 2011: Doppeltbrennt (Rosenklang)[7]
- 2014: Einbrennt[1]
- 2023: Nachschlag